# Viktor Zotov
Viktor Alekseïevitch Zotov (en russe : Зотов Виктор Алексеевич) est un aviateur soviétique, né le 23 novembre 1919 et décédé le 26 juin 1988. Pilote de chasse et as de la Seconde Guerre mondiale, il fut distingué par le titre de Héros de l'Union soviétique.

## Carrière
Viktor Zotov est né le 23 novembre 1919 à Moscou. Il commença par prendre des cours de vol dans un aéroclub civil avant de s'engager, en 1939, dans l'Armée rouge. Il fut breveté pilote au collège militaire de l'Air de Borissoglebsk en 1940.
Il prit part aux combats dès les premiers jours de l'invasion allemande de l'Union soviétique. Il participa principalement, au sein du 159e régiment de chasse aérienne (159.IAP), au siège de Léningrad. Excellent pilote et remarquable instructeur, c'est au cours d'une mission d'accompagnement de nouvelles recrues qu'il obtint un triplé, le 14 juin 1943, en abattant trois Messerschmitt Bf 109, qui s'en prenaient à ses élèves, à bord de son Lavotchkine La-5. Il combattit par la suite au cours de la bataille de Volkhov et de la libération de Narva et de Novgorod, devenant ainsi deuxième au classement des as du 159.IAP. Il termina la guerre comme lieutenant (starchi leïtenant) et chef d'escadrille.
Au cours de la guerre il avait volé sur Polikarpov I-16, P-40 Kittyhawk et Lavotchkine La-5.
À l'issue du conflit, il demeura dans l'armée, fut reçu à l'Académie de l'Air en 1950. Il prit sa retraite comme colonel (polkovnik) en 1968. Il vécut ensuite à Minsk et travailla comme ingénieur dans un laboratoire de l'Académie des sciences de la RSS de Biélorussie. Il est décédé le 26 juin 1988 à Minsk, où il est enterré.

## Palmarès et décorations

### Tableau de chasse
Viktor Zotov est crédité de 28 victoires homologuées, dont 17 individuelles et 11 en coopération, obtenues au cours de 416 missions et 90 combats — dont 87 avant octobre 1943.
Selon l'historien Hans Seidl, certaines sources russes lui attribueraient un total de 750 missions de guerre.

### Décorations
- Héros de l'Union soviétique le 4 février 1944 (médaille no 3512) ;
- Ordre de Lénine ;
- Ordre du Drapeau rouge ;
- Ordre d'Alexandre Nevski ;
- Deux fois décoré de l'Ordre de la Guerre patriotique de 1re classe ;
- Ordre de l'Étoile rouge.